# NGC 6014
NGC 6014 est une galaxie lenticulaire située dans la constellation du Serpent. Sa vitesse par rapport au fond diffus cosmologique est de 2 496 ± 10 km/s, ce qui correspond à une distance de Hubble de 36,8 ± 2,6 Mpc (∼120 millions d'al). NGC 6014 a été découverte par l'astronome britannique John Herschel en 1830. Cette galaxie a aussi été observée par l'astronome américain Lewis Swift le 19 août 1897 et elle a été inscrite à l'Index Catalogue sous la cote IC 4586.
NGC 6014 présente une large raie HI.